# Hr1
hr1 ist die Bezeichnung für das erste Hörfunkprogramm des Hessischen Rundfunks. hr1 setzt auf eine Musikmischung aus acht Jahrzehnten mit dem Fokus auf Pop- und Rockmusik der achtziger Jahre. Dazu bietet das Programm Nachrichten aus Hessen, Reportagen sowie Lifestyle- und Servicethemen.

## Geschichte
Das Programm ging hervor aus den Sendungen von Radio Frankfurt, Sender der Amerikanischen Militärregierung, die vom 1. Juni 1945 zunächst in provisorischen Studios in Bad Nauheim entstanden. Nachdem der Hessische Landtag am 2. Oktober 1948 ein Gesetz über den Hessischen Rundfunk verabschiedet hatte, erfolgte am 28. Januar 1949 die offizielle Übergabe von Radio Frankfurt in deutsche Hände durch den amerikanischen Militärgouverneur, General Lucius D. Clay.
Die offizielle Bezeichnung des Programms war bis weit in die 1980er-Jahre hinein „Erstes Programm“. Die Abkürzung hr1, hausintern schon länger üblich, setzte sich erst Mitte der 1980er-Jahre – zunächst als Ergänzung zum offiziellen Namen – auch in der Außendarstellung durch. Mit Einführung des Programms hr4 am 6. Oktober 1986 wurden dann alle hr-Hörfunkprogramme einheitlich hr1, hr2, hr3 und hr4 benannt.

Logo bis 2004
Logo von 2004 bis 2011
Logo von 2011 bis 2015
Logo von 2015 bis 2023
Logo seit 2023

War das Programm bis zum Sommer 2004 noch das Informationsradio des Hessischen Rundfunks, wurde es unter dem Claim „hr1 bewegt“ zu einer tagesbegleitenden Welle für die Zielgruppe der 40- bis 60-jährigen Hörer mit hohem Musikanteil (im Kern die Top-Titel aus den Jahren 1965 bis 1985) ausgebaut. Dieser Umbau rief anfangs erhebliche Kritik hervor, die rasch auch durch schwindende Hörerzahlen bestätigt wurde.
Durch die massiven Hörerproteste wurde die langjährige Sendung „Der Tag“, die ursprünglich ersatzlos gestrichen werden sollte, zur gleichen Sendezeit in das Programm von hr2-kultur übernommen und wird seit Juli 2009 zusätzlich ab 22.05 Uhr in hr-info wiederholt. Eine ebenfalls langjährige und bekannte Sendung war „Schwarz-Weiß – Musik in Farbe“, die täglich zunächst zwei-, danach dreistündig von 20 bis 23 Uhr Musikthemen abseits des Mainstreams behandelte und wegen ihrer umfangreichen Recherche und Berichter
Wie Ende August 2023 bekannt wurde, stieg hr1 zum 4. September 2023 aus der ARD-Popnacht aus. Stattdessen wurde bis Januar 2025 das Nachtprogramm von SWR1 übernommen, welches auch auf Bremen Eins übernommen wurde.  Darüber hinaus übernnahm hr1 von September 2023 bis Mai 2025 auch sonntags bereits ab 21 Uhr den "Musikklub Soul" von SWR1 (Baden-Württemberg).

## Programm
hr1 sendet derzeit (Stand Juni 2025) von Montag bis Donnerstag zwischen 5 und 20 Uhr, freitags zwischen 5 und 24 Uhr, samstags zwischen 6 und 24 Uhr und sonntags zwischen 6 und 20 Uhr ein eigenes Programm. Montag bis Freitag von 5 bis 9 Uhr bietet „hr1 am Morgen“ Informationen und Nachrichten aus Hessen und der Welt, Informationen zu Wetter und Verkehr sowie Interviews mit Studiogästen aus Politik, Wirtschaft und Kultur. Weitere regelmäßige Sendungen sind der wöchentliche „hr1-Talk“ sowie „Reinke am Samstag“ am Samstagvormittag mit Radiolegende Werner Reinke. Zwischen Mitternacht und 5 Uhr morgens, am Wochenende bis 6 Uhr, wird die ARD-Hitnacht übernommen. Im April 2021 hat hr1 das Abendprogramm neu strukturiert: Montags gab es von April 2023 bis Mai 2025 besondere Alben aus verschiedenen Jahrzehnten, Neuentdeckungen und Vergessenes mit Daniella Baumeister. Am Dienstag ging es durch popmusikalische Dekaden von den sechziger bis zu den neunziger Jahren. Mittwochs gab es Jahrestage, musikalische Neuheiten und Tipps aus der hr1-Musikredaktion zu hören. Der Donnerstagabend mit Jürgen Rasper oder Tommy Stärker, bis Februar 2023 noch mit Sylvia Homann, lief unter der Rubrik „hr1-Rock“ in allen Facetten, und freitags spielt Marion Kuchenny weiterhin in der Sendung „hr1-Dancefloor“ tanzbare Hits und Klassiker. In der restlichen Zeit wurde bis zum 3. September 2023 die ARD-Popnacht übernommen, danach die SWR1-Nacht, die zusätzlich auch von Bremen Eins übernommen wurde. Seit 13. Januar 2025 wird nachts die ARD-Hitnacht gesendet. Seit dem 2. Juni 2025 wird von Sonntag bis Donnerstag der von SWR1 produzierte "ARD-Musikclub" in der Zeit von 20 Uhr bis Mitternacht übernommen. Dabei gibt es weiterhin jden Abend ein anderes Motto. Sonntags wird wie bereits seit September 2023 der Musikclub Soul gesendet, montags werden 80er gespielt, am Dienstag läuft der Musikclub Deutsch, mittwochs gibt es Country und am Donnerstag den Musikclub Rock, der an die bisherige Muikfarbe am Donnerstagabend anknüpft. Der ARD-Musikclub 80er am Montag wird von SWR1 Rheinland-Pfalz in Mainz produziert. Alle anderen von hr1 übernommenen Musikclubs kommen von SWR1 Baden-Württemberg aus Stuttgart. Freitags und samstags sendet hr1 bereits ab 19 Uhr weiterhin sein eigenes Abendprogramm mit dem Dancefloor am Freitag und dem rätselhaften Samstagsding am Samstagabend.  Im Rahmen der „hr1 Live Lounge“ fanden bis März 2023 in unregelmäßigen Abständen exklusive Hörerkonzerte an besonderen Orten statt.
Nachfolgend das Programmschema von hr1:
| Uhrzeit | Montag bis Freitag | Samstag                                                                                              | Sonntag                                                                               |
| ------- | --- | --- | ------------------------------------------------------------------------------------- |
| 00:00   | ARD-Hitnacht im Wechsel von MDR Sachsen, MDR Sachsen-Anhalt und MDR Thüringen | ARD-Hitnacht im Wechsel von MDR Sachsen, MDR Sachsen-Anhalt und MDR Thüringen                        | ARD-Hitnacht im Wechsel von MDR Sachsen, MDR Sachsen-Anhalt und MDR Thüringen         |
| 05:00   | hr1 am Morgen mit Sylvia Homann und Mathies Hohm oder Tim Frühling und Simone Reuthal | ARD-Hitnacht im Wechsel von MDR Sachsen, MDR Sachsen-Anhalt und MDR Thüringen                        | ARD-Hitnacht im Wechsel von MDR Sachsen, MDR Sachsen-Anhalt und MDR Thüringen         |
| 06:00   | hr1 am Morgen mit Sylvia Homann und Mathies Hohm oder Tim Frühling und Simone Reuthal | hr1 am Samstagmorgen mit Mathias Münch oder Kai Völker                                               | hr1 am Sonntagmorgen mit Daniella Baumeister, Klaus Hofmeister oder Lothar Bauerochse |
| 07:00   | hr1 am Morgen mit Sylvia Homann und Mathies Hohm oder Tim Frühling und Simone Reuthal | hr1 am Samstagmorgen mit Mathias Münch oder Kai Völker                                               | hr1 am Sonntagmorgen mit Daniella Baumeister, Klaus Hofmeister oder Lothar Bauerochse |
| 08:00   | hr1 am Morgen mit Sylvia Homann und Mathies Hohm oder Tim Frühling und Simone Reuthal | hr1 am Samstagmorgen mit Mathias Münch oder Kai Völker                                               | hr1 am Sonntagmorgen mit Daniella Baumeister, Klaus Hofmeister oder Lothar Bauerochse |
| 09:00   | hr1 am Vormittag mit Mathias Münch, Julia Tzschätzsch oder Susanne Schwarzenberger | hr1 Reinke am Samstag mit Werner Reinke                                                              | hr1 am Sonntagmorgen mit Daniella Baumeister, Klaus Hofmeister oder Lothar Bauerochse |
| 10:00   | hr1 am Vormittag mit Mathias Münch, Julia Tzschätzsch oder Susanne Schwarzenberger | hr1 Reinke am Samstag mit Werner Reinke                                                              | hr1-Talk mit Marion Kuchenny oder Klaus Reichert                                      |
| 11:00   | hr1 am Vormittag mit Mathias Münch, Julia Tzschätzsch oder Susanne Schwarzenberger | hr1 Reinke am Samstag mit Werner Reinke                                                              | hr1-Talk mit Marion Kuchenny oder Klaus Reichert                                      |
| 12:00   | hr1 am Mittag mit Klaus Reichert, Marvin Fischer oder Julia Tzschätzsch | hr1-Dolce Vita mit Daniella Baumeister                                                               | hr1 am Sonntag mit Mathias Münch oder Markus Schmitz                                  |
| 13:00   | hr1 am Mittag mit Klaus Reichert, Marvin Fischer oder Julia Tzschätzsch | hr1-Dolce Vita mit Daniella Baumeister                                                               | hr1 am Sonntag mit Mathias Münch oder Markus Schmitz                                  |
| 14:00   | hr1 am Mittag mit Klaus Reichert, Marvin Fischer oder Julia Tzschätzsch | hr1-Dolce Vita mit Daniella Baumeister                                                               | hr1 am Sonntag mit Mathias Münch oder Markus Schmitz                                  |
| 15:00   | Montag bis Donnerstag, 15-20: hr1 am Nachmittag mit Marion Kuchenny oder Jürgen Rasper Freitag, 15-19: Die Jürgen-Rasper-Show mit Jürgen Rasper | hr1-heimspiel! mit Mathies Hohm oder Simone Reuthal                                                  | hr1 am Sonntag mit Mathias Münch oder Markus Schmitz                                  |
| 16:00   | Montag bis Donnerstag, 15-20: hr1 am Nachmittag mit Marion Kuchenny oder Jürgen Rasper Freitag, 15-19: Die Jürgen-Rasper-Show mit Jürgen Rasper | hr1-heimspiel! mit Mathies Hohm oder Simone Reuthal                                                  | 16-20: hr1 am Sonntag mit Tommy Stärker                                               |
| 17:00   | Montag bis Donnerstag, 15-20: hr1 am Nachmittag mit Marion Kuchenny oder Jürgen Rasper Freitag, 15-19: Die Jürgen-Rasper-Show mit Jürgen Rasper | hr1-heimspiel! mit Mathies Hohm oder Simone Reuthal                                                  | 16-20: hr1 am Sonntag mit Tommy Stärker                                               |
| 18:00   | Montag bis Donnerstag, 15-20: hr1 am Nachmittag mit Marion Kuchenny oder Jürgen Rasper Freitag, 15-19: Die Jürgen-Rasper-Show mit Jürgen Rasper | hr1-heimspiel! mit Mathies Hohm oder Simone Reuthal                                                  | 16-20: hr1 am Sonntag mit Tommy Stärker                                               |
| 19:00   | Montag, 20-24: ARD-Musikclub 80er von SWR1 Rheinland-Pfalz Dienstag, 20-24: ARD-Musikclub Deutsch von SWR1 Baden-Württemberg Mittwoch, 20-24: ARD Musikclub Country von SWR1 Baden-Württemberg Donnerstga, 20-24: ARD-Musikclub Rock von SWR1 Baden-Württemberg Freitag, 19-24: hr1-Dancefloor mit Marion Kuchenny | hr1 am Abend: Das rätselhafte Samstagsding mit Lars-Henning Metz, Jürgen Rasper oder Marion Kuchenny | 16-20: hr1 am Sonntag mit Tommy Stärker                                               |
| 20:00   | Montag, 20-24: ARD-Musikclub 80er von SWR1 Rheinland-Pfalz Dienstag, 20-24: ARD-Musikclub Deutsch von SWR1 Baden-Württemberg Mittwoch, 20-24: ARD Musikclub Country von SWR1 Baden-Württemberg Donnerstga, 20-24: ARD-Musikclub Rock von SWR1 Baden-Württemberg Freitag, 19-24: hr1-Dancefloor mit Marion Kuchenny | hr1 am Abend: Das rätselhafte Samstagsding mit Lars-Henning Metz, Jürgen Rasper oder Marion Kuchenny | 16-20: hr1 am Sonntag mit Tommy Stärker                                               |
| 21:00   | Montag, 20-24: ARD-Musikclub 80er von SWR1 Rheinland-Pfalz Dienstag, 20-24: ARD-Musikclub Deutsch von SWR1 Baden-Württemberg Mittwoch, 20-24: ARD Musikclub Country von SWR1 Baden-Württemberg Donnerstga, 20-24: ARD-Musikclub Rock von SWR1 Baden-Württemberg Freitag, 19-24: hr1-Dancefloor mit Marion Kuchenny | hr1 am Abend: Das rätselhafte Samstagsding mit Lars-Henning Metz, Jürgen Rasper oder Marion Kuchenny | 20-24: ARD-Musikclub Soul von SWR1 Baden-Württemberg                                  |
| 22:00   | Montag, 20-24: ARD-Musikclub 80er von SWR1 Rheinland-Pfalz Dienstag, 20-24: ARD-Musikclub Deutsch von SWR1 Baden-Württemberg Mittwoch, 20-24: ARD Musikclub Country von SWR1 Baden-Württemberg Donnerstga, 20-24: ARD-Musikclub Rock von SWR1 Baden-Württemberg Freitag, 19-24: hr1-Dancefloor mit Marion Kuchenny | hr1 am Abend: Das rätselhafte Samstagsding mit Lars-Henning Metz, Jürgen Rasper oder Marion Kuchenny | 20-24: ARD-Musikclub Soul von SWR1 Baden-Württemberg                                  |
| 23:00   | Montag, 20-24: ARD-Musikclub 80er von SWR1 Rheinland-Pfalz Dienstag, 20-24: ARD-Musikclub Deutsch von SWR1 Baden-Württemberg Mittwoch, 20-24: ARD Musikclub Country von SWR1 Baden-Württemberg Donnerstga, 20-24: ARD-Musikclub Rock von SWR1 Baden-Württemberg Freitag, 19-24: hr1-Dancefloor mit Marion Kuchenny | hr1 am Abend: Das rätselhafte Samstagsding mit Lars-Henning Metz, Jürgen Rasper oder Marion Kuchenny | 20-24: ARD-Musikclub Soul von SWR1 Baden-Württemberg                                  |

Stand: 2. Juni 2025
Bis August 2018 gab es in hr1 die Morgensendung hr1-Start, die montags bis freitags zuletzt von Marion Kuchenny und Lars-Hennig Metz oder Detlef Budig und Nicole Abraham und samstags von Markus Schmitz oder Susanne Schwarzenberger moderiert wurde. Am 13. August 2018 wurde hr1-Start durch die Sendung „Koschwitz am Morgen“ abgelöst. Im Mai 2023 wurde bekannt, dass Thomas Koschwitz nur noch bis Mitte Dezember bei hr1 moderiert und in den Ruhestand geht. Seit dem 18. Dezember 2023 läuft von 5 bis 9 Uhr die Sendung „hr1 am Morgen“, die im wöchentlichen Wechsel von den Teams Sylvia Hohmann/Mathies Hohm und Tim Frühling/Simone Reuhtal moderiert wird. Bis 2013 hatten alle Tagessendung bestimmte Namen. Auf hr1-Start folgte das Vormittagsmagazin hr1-Vita. Dann kam das Mittagsmagazin hr1-Metro. Nachmittags sendete man unter dem Namen hr1-Meridian. Am frühen Abend gab es ein Magazin namens hr1-Prisma.
Claims:
- 1991–2004: Das Informationsradio des Hessischen Rundfunks
- 2004–2006: hr1 – Das Radiomagazin
- 2004–2009: hr1 Bewegt
- 2004–2009 hr1 – Gib mit das Gefühl zurück.
- 2004–2010 hr1 spielt die Originale
- 2009–2014: Ich hör eins – hr1
- 2010–2015 hr1 – und das Gefühl ist wieder da!
- 2014–2015: hr1 – Achtung 80er!
- 2014–2018: Die schönsten 80er
- seit 2015: hr1 – Genau meins
- 2018–2020: Echt starke Songs!
- seit 2020: Einfach gute Musik!

## Moderatoren
Derzeitige Moderatoren:

- Lothar Bauerochse (hr1 am Sonntagmorgen)
- Daniella Baumeister (hr1 am Sonntagmorgen, hr1-Dolce Vita)
- Marvin Fischer (hr1 am Mittag)
- Tim Frühling (hr1 am Morgen)
- Klaus Hofmeister (hr1 am Sonntagmorgen)
- Mathies Hohm (hr1 am Morgen, hr1-Heimspiel)
- Sylvia Homann (hr1 am Morgen)
- Marion Kuchenny (hr1 am Nachmittag, hr1-Dancefloor, hr1-Talk, hr1 am Samstagabend)
- Lars-Henning-Metz (hr1 am Samstagabend)
- Mathias Münch (hr1 am Vormittag, hr1 am Sonntag, hr1 am Samstagmorgen)
- Jürgen Rasper (hr1 am Nachmittag, Die Jürgen Rasper-Show, hr1 am Samstagabend)
- Klaus Reichert (hr1 am Mittag, hr1-Talk)
- Werner Reinke (hr1-Reinke am Samstag)
- Simone Reuhtal (hr1 am Morgen, hr1-Heimspiel)
- Markus Schmitz (hr1 am Sonntag)
- Susanne Schwarzenberger (hr1 am Vormittag)
- Tommy Stärker (hr1 am Sonntag)
- Julia Tzschätzsch (hr1 am Mittag, hr1 am Vormittag)
- Kai Völker (hr1 am Samstagmorgen)

Ehemalige Moderatoren u.a:
- Martina Regel (hr1 am Vormittag, hr1-Dolce Vita), 2015–2024
- Bastian Korff (hr1 Dolce Vita, hr1-Mixtape, hr1-Koschwitz am Morgen, hr1-Lounge), 2002–2025
- Detlef Budig (hr1-Start, hr1 am Nachmittag), 2015–2024
- Thomas Koschwitz (hr1-Koschwitz am Morgen), 2018–2024
- David Ahlf (hr1-Koschwitz am Morgen), 2018–2021
- Petra Diebold (hr1-Start am Sonntag, hr1 am Sonntagmorgen), 1987–2022
- Dagmar Fulle (hr1-Start, hr1-Vita, hr1-Lounge, hr1-Talk), 1996–2015
- Dietmar Pötter (hr1-Start, hr1-Vita, 16-19, hr1-Dolce Vita, hr1-Globus), 1981–2017
- Doris Renck (hr1-Metro, 12-14, hr1 am Mittag, hr1-Mixtape, hr1-Talk) 2000–2018
- Martin Woelke (hr1-Start, 16-19), 2011–2017
- Marco Schreyl (hr1-Start, 14-16, hr1 am Nachmittag, hr1-Talk), 2009–2020
- Patrick Lynen (hr1-Start), 2009–2011
- Uwe Fritzsche (hr1-Jackpot, hr1 am Sonntag), 2000–2014
- Gisela Böttcher (hr1-Metro), 1996–2007
- Gaby Reichardt (Und dazu braucht der Mensch Musik, Gude, Servus und Hallo!, Postkarte genügt, Mit den besten Empfehlungen, Eile mit Weile), 1980–1991

## RDS
Wie alle Sender des Hessischen Rundfunks nutzte auch hr1 bis November 2022 beim RDS die Funktion des dynamischen RDS-PS und sendete in der Regel den Sendernamen sowie den gespielten Titel mit Interpret und unregelmäßig auch Telefonnummern (z. B. Stauhotline). Seit November 2022 steht im RDS durchgehend „hr1“. Während den Regionalnachrichten werden die RDS-Kennungen der Regionalstudios (Rhein-Main, Süd-, Mittel-, Ost- und Nordhessen) gesendet.

## Empfang
Das Programm ist über UKW und Kabelanschluss in Hessen und den angrenzenden Gebieten sowie europaweit über DVB-S zu empfangen. Seit März 2007 wird hr1 auch per Streaming Audio im MP3- und WMA-Format über das Internet verbreitet. In ganz Hessen wird das Programm auch per Digitalradio über den hr-Multiplex im Standard DAB+ verbreitet. Dieser nahm den Betrieb am 1. Dezember 2011 auf.

## Reichweite
Die Veränderung vom Informationsradio hin zu einem tagesbegleitenden Programm hatte erhebliche Auswirkungen auf die Hörerzahlen. So büßte hr1 vom Erhebungszeitraum MA 2004(II) zu MA 2005(II) über 25 Prozent seiner vorherigen Hörer ein. Danach stagnierte die Hörerschaft zunächst auf niedrigem Niveau.
Die im März 2007 veröffentlichte Media-Analyse (MA) wies für hr1, bezogen auf die Messgröße „Hörer gestern, Montag bis Freitag, 5 bis 24 Uhr“, täglich wieder 260.000 Hörer aus (5,6 %) gegenüber 230.000 im Herbst 2006. Laut MA 2008/1 stieg danach die Reichweite von hr1 aber sprunghaft an: von 280.000 (MA 2007/2) auf 380.000 (8,3 %). Die im März 2013 veröffentlichte Media-Analyse wies für hr1 eine Reichweite von 216.000 Hörern pro Stunde nach, im Juli 2015 wurden – auf Basis einer stark veränderter Erhebungsmethodik – 183.000 Hörer pro Stunde ausgewiesen.
Aktuell schalten rund 577.000 Menschen jeden Tag hr1 ein, in der Durchschnittsstunde erreicht das Programm 171.000 Hörer (Stand Juli 2022, aktuelle Zahlen aus der MA II 2022 – ).